# Laccobius arenarius
Laccobius arenarius är en skalbaggsart som beskrevs av Cheary 1971. Laccobius arenarius ingår i släktet Laccobius och familjen palpbaggar. Inga underarter finns listade i Catalogue of Life.